# Xã Fillmore, Quận Fillmore, Minnesota
Xã Fillmore (tiếng Anh: Fillmore Township) là một xã thuộc quận Fillmore, tiểu bang Minnesota, Hoa Kỳ. Năm 2010, dân số của xã này là 457 người.